# Marat Nyýazow
Marat Ataýeviç Nyýazow (né le 28 septembre 1933, mort le 8 avril 2009, à Achgabat) est un tireur sportif turkmène.
Il remporte la médaille d'argent lors des Jeux olympiques de 1960 à Rome.
L'Ordre du Drapeau rouge du Travail lui est décerné.